# Exzessvolumen
Das Exzessvolumen VE ist die Differenz zwischen dem realen Volumen eines Gemisches chemischer Stoffe und dem idealen Volumen, das der Summe der Volumina der Komponenten vor dem Mischen (Reinstoffvolumina) entspricht:
{\displaystyle V^{E}=V_{\text{Gemisch}}-\sum V_{\text{Reinstoffe}}}
Ist das Volumen des realen Gemisches größer als das des idealen, ist das Exzessvolumen positiv (Volumendilatation), im umgekehrten Fall negativ (Volumenkontraktion). Als Differenz zwischen realem und idealem Verhalten einer Mischung ist das Exzessvolumen eine Exzessgröße.

## Molares Exzessvolumen
Bezogen auf die Stoffmenge n des Gemisches spricht man vom molaren Exzessvolumen:
{\displaystyle V_{m}^{E}={\frac {V^{E}}{n}}={\frac {V_{\text{Gemisch}}-\sum V_{\text{Reinstoffe}}}{n}}={V_{m}}_{\text{Gemisch}}-\sum {V_{m}}_{\text{Reinstoffe}}.}
Das molare Volumen des Gemisches ist gleich der Summe der partiellen molaren Volumina der Komponenten:
{\displaystyle {\begin{aligned}{V_{m}}_{\text{Gemisch}}&=\sum {V_{m}}_{\text{Komponente}}\\\Leftrightarrow {\frac {V_{\text{Gemisch}}}{n}}&=\sum {\frac {V_{\text{Komponente}}}{n}}\end{aligned}}}
Das partielle molare Volumen eines Stoffes A ist das Volumen, das dieser Stoff als Komponente zum Gesamtvolumen einer Mischung mehrerer Stoffe A und B beiträgt. Es ist sowohl von dem anderen Stoff B als auch vom Mischungsverhältnis abhängig und nicht immer identisch mit dem molaren Volumen, das der Stoff A als Reinstoff einnimmt: 
{\displaystyle {V_{m}}_{\text{Komponente}}={\frac {V_{\text{Komponente}}}{n}}=f({\text{Mischung}})\neq {V_{m}}_{\text{Reinstoff}}={\frac {V_{\text{Reinstoff}}}{n}}={\frac {M}{\rho }}}
mit
- Molarer Masse M und
- Dichte {\displaystyle \rho }.

## Größenordnung und Beispiele

Sand
Wasser
Wasser-Sand-Gemisch
Alltagsbeispiel: wird Sand mit Wasser zusammen gemischt, so ist das Schüttvolumen des Gemisches kleiner als die Summe der einzelnen Volumen, da sich das Wasser in die Zwischenräume zwischen den Sandkörnern einlagern kann. Es ist zu bemerken, dass häufig ein anderer Wirkmechanismus ursächlich ist, bei dem die Wechselwirkung der Teilchen zu einem Exzessvolumen führt.

Der Volumen-Effekt des Mischens reiner Stoffe ist relativ klein. Zumeist beträgt die Differenz nur um die ein bis zwei Prozent.
- Mischungen aus unpolaren und polaren Stoffen weisen zumeist ein deutlich positives Exzessvolumen auf, d. h. das Volumen der Mischung ist größer als das der idealen Mischung (Volumendilatation). Beispiele sind:[1] Di-n-Propylether / Heptan

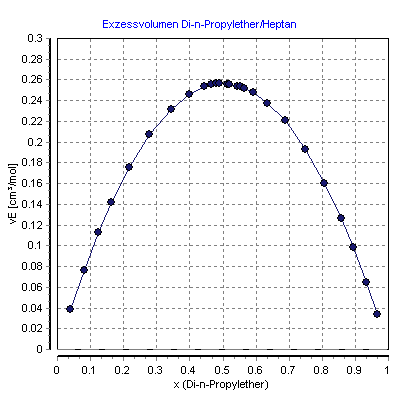
Di-n-Propylether / Heptan

  - Methylcyclohexan und 2-Pentanol (maximales {\displaystyle V_{m}^{E}} = +0,50 cm3/mol bei {\displaystyle V_{m}} = 117,98 cm3/mol, 298 K = 25 °C)
  - Dichlormethan und 2-Butanon (maximales {\displaystyle V_{m}^{E}} = +0,06 cm3/mol bei {\displaystyle V_{m}} = 72,99 cm3/mol, 298 K = 25 °C)

- Mischungen aus kleinen polaren Komponenten und größeren Molekülen mit einer polaren Gruppe weisen oft ein negatives Exzessvolumen auf, d. h. das Volumen ist kleiner als das der idealen Mischung (Volumenkontraktion). Beispiele sind:[2] Tetrahydrofuran / Wasser

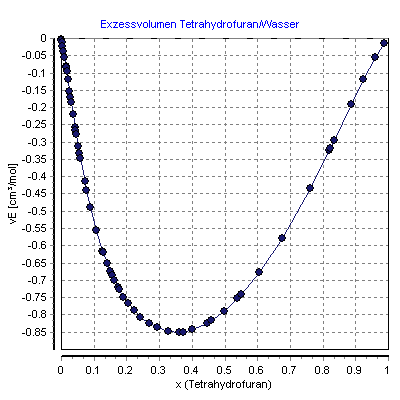
Tetrahydrofuran / Wasser

  - N-Methyl-2-oxazolidinon und Wasser (minimales  {\displaystyle V_{m}^{E}} = −0,54 cm3/mol, 298 K = 25 °C)
  - Pyridin und Methanol (minimales {\displaystyle V_{m}^{E}} = −0,48 cm3/mol bei {\displaystyle V_{m}} = 57,53 cm3/mol, 298 K = 25 °C)
  - Kohlenmonoxid und Methan (minimales {\displaystyle V_{m}^{E}} = −0,35 cm3/mol bei {\displaystyle V_{m}} = 36,29 cm3/mol, 90 K = −183 °C)